# Pseudopterogorgia australiensis
Pseudopterogorgia australiensis is een zachte koraalsoort uit de familie Gorgoniidae. De koraalsoort komt uit het geslacht Pseudopterogorgia. Pseudopterogorgia australiensis werd in 1884 voor het eerst wetenschappelijk beschreven door Ridley. 